# Emma Leppermann
Emma Leppermann es una variedad cultivar de ciruelo (Prunus domestica), de las denominadas ciruelas europeas.
Una variedad de ciruela obtenida de plántula casual por W. Leppermann alrededor de 1897 en su propio jardín de Magdeburgo (Alemania).
Las frutas de tamaño mediano a grande de forma redondeada, ligeramente asimétrica, tienen piel color  rojiza violeta, recubierta de abundante pruina blanquecina, fina, y pulpa de color amarillo dorado, textura jugosa, excelente, de aroma dulce y especiado.

## Historia
'Emma Leppermann' variedad de ciruela europea que fue obtenida en 1897 de plántula de semilla por el jardinero W. Leppermann en su propio jardín de Magdeburgo (Alemania). La variedad recibió el nombre de su esposa y los viveros la distribuyeron rápidamente y se extendió por todo el país, actualmente sigue siendo muy popular.
'Emma Leppermann' está cultivada en diversos bancos de germoplasma de cultivos vivos, tales como en National Fruit Collection (Colección Nacional de Fruta) de Reino Unido con el número de accesión: 1948-585 y Nombre Accesión : Emma Leppermann.

## Características
'Emma Leppermann' árbol de porte erguido, abierto y de gran vigor, es muy robusta y resistente a las heladas. y produce altos y agradecidos rendimientos cada año. Es autofértil no necesitando otra variedad polinizadora. Flor blanca, que tiene un tiempo de floración que comienza a partir del 13 de abril con el 10% de floración, para el 17 de abril tiene una floración completa (80%), y para el 29 de abril tiene un 90% de caída de pétalos.
'Emma Leppermann' tiene una talla de tamaño mediano a grande de forma ovalada oblonga, ligeramente asimétrica, con peso promedio de 29.60 g;epidermis tiene una piel color rojiza violeta, recubierta de abundante pruina blanquecina, fina; sutura con línea poco visible, de color algo más oscuro que el fruto. Situada en una depresión muy suave, algo más acentuada junto a cavidad peduncular; pedúnculo de longitud mediano, fuerte, con una longitud promedio de 11.06 mm; pulpa de color amarillo dorado, textura jugosa, excelente, de aroma dulce y especiado.
Hueso semi adherente, grande, alargado, asimétrico, con el surco dorsal muy ancho y profundo, los laterales más superficiales, zona ventral poco sobresaliente, superficie rugosa.
Su tiempo de recogida de cosecha se inicia en su maduración de finales de julio a principios de agosto. La producción se produce con regularidad.

## Usos
Se usa comúnmente como opción para preparados culinarios, ideal para hornear pasteles en bandeja.